# Business France

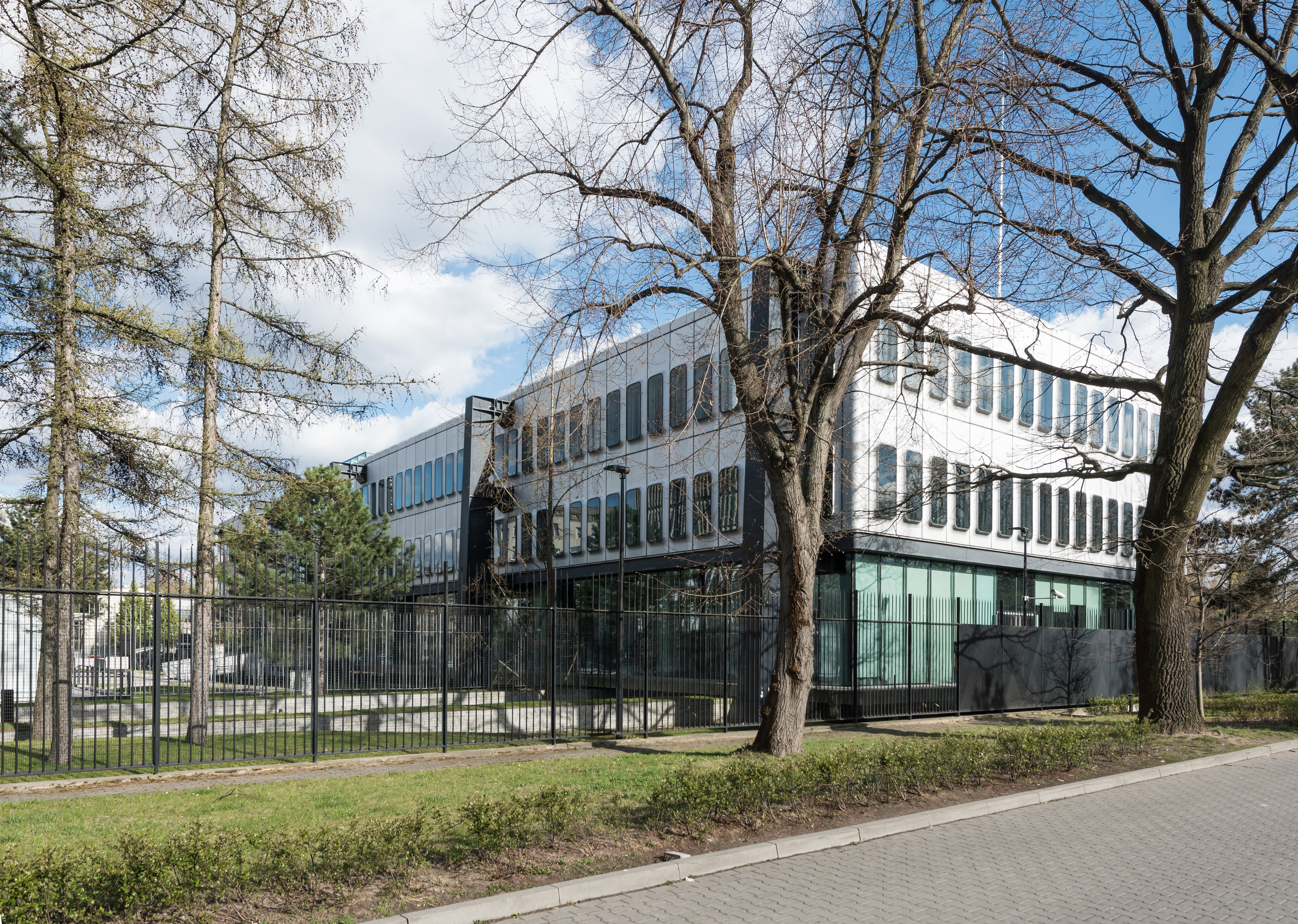
Przedstawicielstwo Business France w budynku Ambasady Francji w Warszawie

Business France jest francuską agencją promocji eksportu i inwestycji, która powstała w 2015 z połączenia Ubifrance Francuskiej Agencji ds. Rozwoju Międzynarodowego Przedsiębiorstw (Agence française pour le développement international des entreprises) oraz Francuskiej Agencji Inwestycji Międzynarodowych (l’Agence française pour les investissements internationaux). Jest też sukcesorką działającego wcześniej Centrum Francuskiego Handlu Zagranicznego (Centre du Exterieur Français commerce – CFCE). Business France zatrudnia 1.500 pracowników w kraju i w 85 misjach gospodarczych, w 70 krajach (2016), odpowiedzialnym za pomoc francuskim firmom w rozwoju międzynarodowych stosunków gospodarczych.

## Chronologia
- 1923 – Utworzenie Stałego Komitetu Targów Zagranicznych (Comité permanent des foires à l’étranger – CPFE).
- 1941 – Przekształcenie komitetu w stowarzyszenie.
- 1945 – Utworzenie Narodowego Centrum Handlu Zagranicznego (Centre national du commerce extérieur – CNCE).
- 1959 – Założenie Stowarzyszenia Organizacji Szkoleń we Francji (Association pour l’organisation de stages en France – ASTEF).
- 1962 – Założenie Stowarzyszenia na rzecz organizacji misji współpracy technicznej (Association pour l’organisation des missions de coopération technique – ASMIC).
- 1968 – Utworzenie Agencji ds. Współpracy Technicznej, Przemysłowej i Gospodarczej (Agence pour la coopération technique, industrielle et économique – ACTIM), który łączy ASTEF i ASMIC.
- 1973 – przekształconie CNCE we Francuskie Centrum Handlu Zagranicznego (Centre français du commerce extérieur – CFCE).
- 1974 – Stały Komitet targach za granicą (Comité permanent des foires à l’étranger) zmienia nazwę na Francuski Komitet Wystaw Gospodarczych za Granicą (Comité français des manifestations économiques à l’étranger – CFME).
- 1997 – Połączenie CFME z ACTIM. Narodziny CFME-ACTIM.
- 2001 – CFME-ACTIM przemianowany na UBIFRANCE.
- luty 2004 – wdrażając treść ustawy z dnia 1 sierpnia 2003, UBIFRANCE i CFCE tworzą nową Francuską Agencję ds. Rozwoju Międzynarodowego Biznesu (Agence française pour le développement international des entreprises), który przybiera nazwę UBIFRANCE.
- 2006 – Państwo, reprezentowane przez Dyrekcję Generalną Skarbu Państwa i Polityki Gospodarczej Ministerstwa Finansów (Direction générale du Trésor et de la politique économique – DGTPE), upoważnia UBIFRANCE do zarządzania siecią misji gospodarczych Dyrekcji Regionalnych Handlu Zagranicznego (Directions régionales du Commerce extérieur – DRCE).
- 2015 – UBIFRANCE przejęło Francuską Agencję Inwestycji Międzynarodowych (l’Agence française pour les investissements internationaux) i przyjęło nazwę Business France.